# Ghiacciaio Shackleton

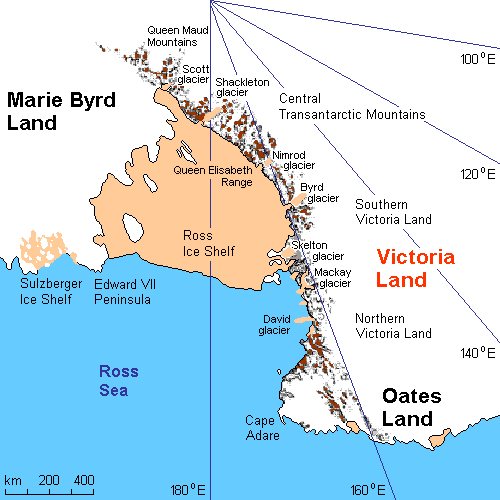
Mappa dell'area dove si trova il ghiacciaio Shackleton.

Il Ghiacciaio Shackleton è un importante ghiacciaio situato nei Monti della Regina Maud, in Antartide.
Fu scoperto dal Programma Antartico degli Stati Uniti d'America (1939-1941) e ricevette la sua attuale denominazione dall'Advisory Committee on Antarctic Names (US-ACAN) in onore di Ernest Henry Shackleton, un esploratore polare britannico di origini irlandesi.
Ha una lunghezza di oltre 96 km e una larghezza che va da 8 a 16 km; discende dal plateau del vicino Massiccio Roberts e fluisce in direzione nord attraverso i Monti della Regina Maud per entrare alla fine nella Barriera di Ross, tra il Monte Speed e i Waldron Spurs. Il Massiccio Roberts è un gruppo montuoso privo di neve, alto più di 2700 m e che si estende su di un'area 155 km². Fu visitato dal gruppo sud della Spedizione neozelandese nell'Antartico (1961–62), che lo intitolò a A.R. Roberts, responsabile della Base Scott nel 1961-62.